# Pensée désidérative

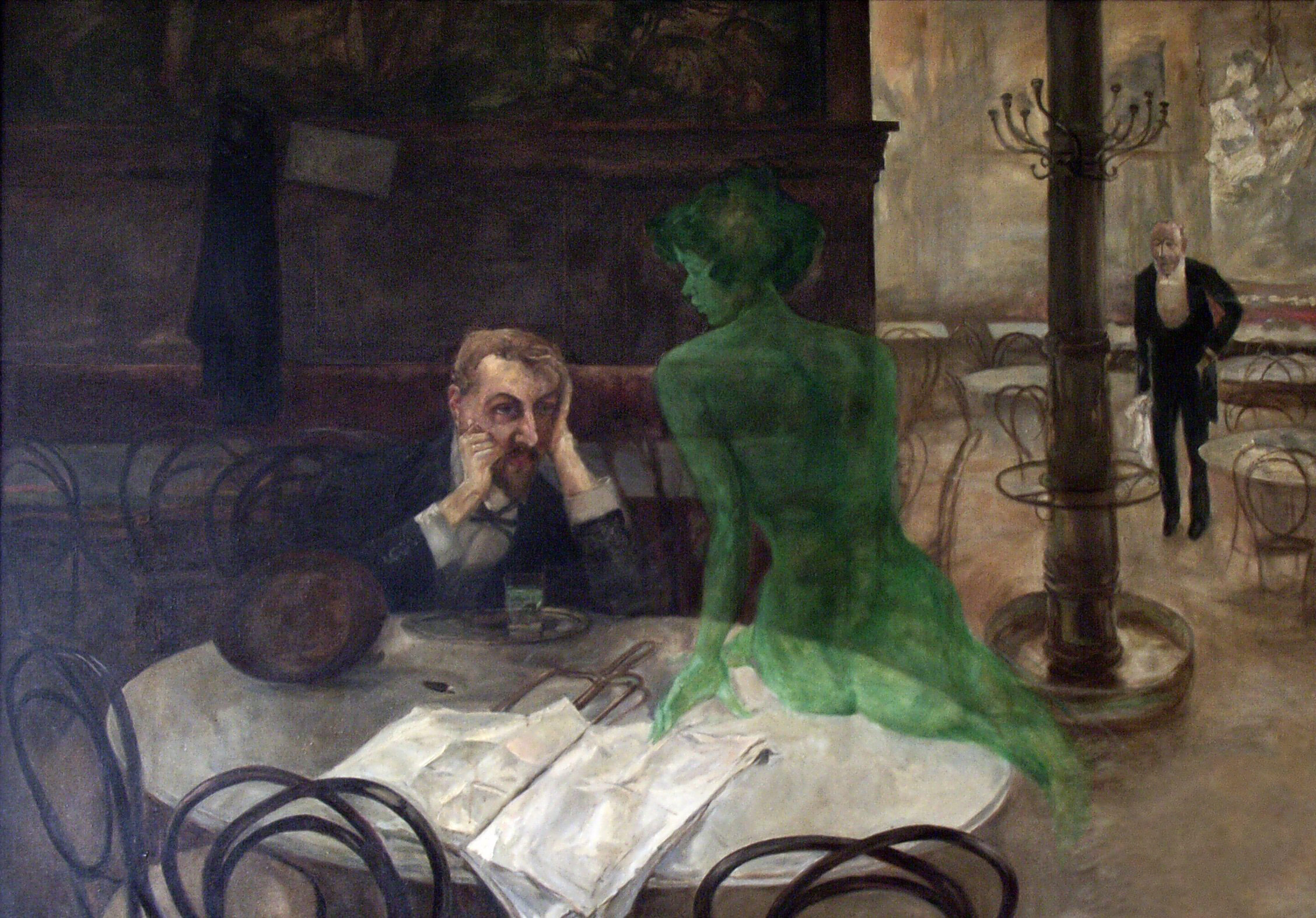
Viktor Oliva, Le Buveur d'absinthe.

La pensée désidérative décrit la prise de décision et la formation de croyances basées sur ce qu'il est agréable à imaginer, plutôt que sur des faits réels, vérifiables ou rationnels. C'est un produit de la résolution des conflits entre croyance et désir.
Les méthodologies pour examiner les pensées désidératives sont diverses. Diverses disciplines ou écoles de pensée examinent les mécanismes connexes tels que les circuits neuronaux, la cognition et les émotions humaines, les types de préjugés, la procrastination, la motivation, l'optimisme, l'attention et l'environnement. Ce concept est examiné comme un raisonnement fallacieux. Il est assimilé au concept de vision désidérative.
Certains psychologues pensent que la pensée positive peut influencer positivement le comportement et ainsi apporter de meilleurs résultats. C'est ce qu'on appelle « l'effet Pygmalion »,. Les études ont toujours montré, toutes choses égales par ailleurs, que les sujets prédisent plus facilement des conséquences positives que des conséquences négatives, ce qu'on appelle le biais d'optimisme. Cependant, des recherches suggèrent que, dans certaines circonstances, comme lorsqu'une menace augmente, le phénomène inverse se produit.

## Raisonnement fallacieux et cycle du fantasme
En plus d’être un biais cognitif et une mauvaise façon de prendre des décisions, la pensée désidérative produit des arguments « informellement fallacieux » puisque fondés sur une erreur de raisonnement. En effet, une pensée désidérative revient à considérer que, parce que nous souhaitons qu'une chose soit vraie ou fausse, alors elle est nécessairement vraie ou fausse. Cette erreur de raisonnement est de la forme :
Je souhaite que P soit vrai (resp. faux) implique P est vrai (resp. faux).
Christopher Booker décrit la pensée désidérative en termes de : 
« cycle du fantasme »… un modèle qui se répète dans la vie personnelle, la politique, l'histoire et les récits. Lorsque nous nous lançons dans une ligne de conduite inconsciemment motivée par une pensée désidérative, tout peut sembler aller bien pendant un certain temps, dans ce que l'on pourrait appeler l'« étape du rêve ». Mais parce que ce faux-semblant ne peut jamais être réconcilié avec la réalité, cela conduit à une « étape de frustration » dès que les choses commencent à mal tourner, ce qui incite à un effort plus déterminé pour maintenir le fantasme en vie. Lorsque la réalité s'impose, cela conduit à une « phase de cauchemar », alors que tout va mal, aboutissant à une « explosion de la réalité », lorsque le fantasme s’effondre enfin.

## Vision désidérative

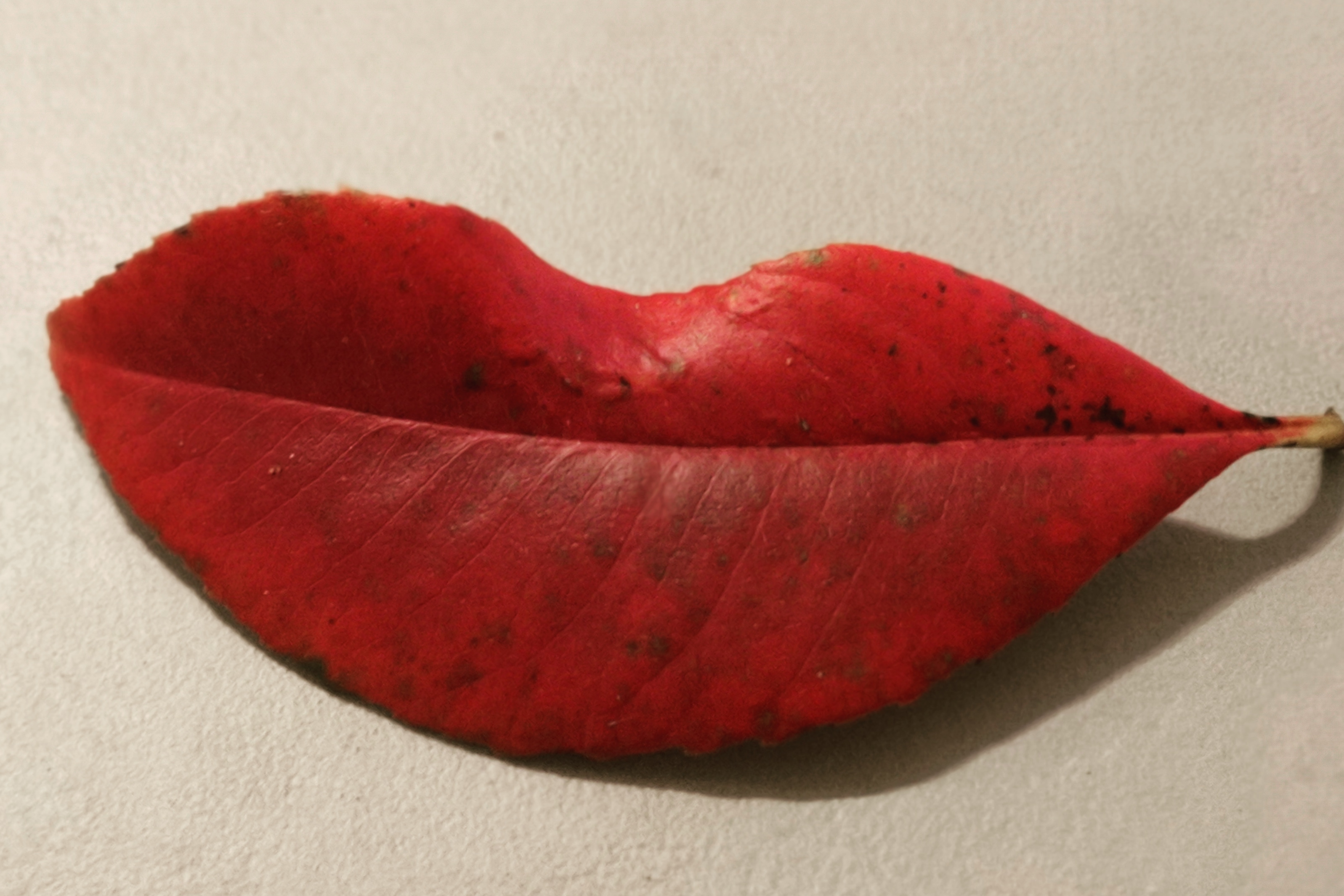

La vision désidérative est le phénomène dans lequel le mental d'une personne influence sa perception visuelle. Les gens ont tendance à croire qu'ils perçoivent le monde comme il est, mais les recherches suggèrent le contraire. À l'heure actuelle, il existe deux principaux types de vision désidérative fondés sur le lieu où ils se produisent : la catégorisation d'objets ou la représentation d'un environnement.
Le concept de vision désidérative a été introduit pour la première fois par l'approche psychologique New Look. L’approche New Look a été popularisée dans les années 1950 grâce aux travaux de Jerome Bruner et Cecile Goodman. Dans leur étude emblématique de 1947, ils ont demandé aux enfants de révéler leur perception de la taille des pièces de monnaie en leur faisant manipuler le diamètre d’un disque de lumière projeté sur une face en verre dépoli d'une boite. Chaque enfant tenait la pièce de monnaie dans la main gauche à la même hauteur et à la même distance de l'écran et actionnait le bouton pour modifier la taille du disque avec la main droite. Les enfants ont été répartis en trois groupes, deux expérimentaux et un témoin, avec dix enfants dans chaque groupe. Le groupe de contrôle a été invité à estimer la taille non pas des pièces de monnaie elles-mêmes mais de disques en carton de même taille. En moyenne, les enfants des groupes expérimentaux ont surestimé de trente pour cent la taille des pièces. Dans une seconde étape de l'expérience, Bruner et Goodman ont divisé les enfants en groupes selon leur niveau économique. Encore une fois, il a été demandé aux groupes « pauvres » et « riches » d'estimer la taille de véritables pièces de monnaie en adaptant le diamètre de l'ouverture. Comme on pouvait s'y attendre, les deux groupes ont surestimé la taille des pièces, mais le groupe « pauvre » a surestimé celle-ci jusqu'à cinquante pour cent, soit vingt-cinq pour cent de plus que le groupe « riche ». D'après ces résultats, Bruner et Goodman ont conclu que les enfants les plus pauvres ressentaient un plus grand désir d'argent et percevaient donc les pièces comme plus grandes. Cette hypothèse est à la base de l'approche psychologique dite New Look, qui suggère qu'un investissement subjectif sur un objet influe sur la perception visuelle de cet objet. Certains psychologues psychodynamiques ont adopté les points de vue de l'approche New Look afin d'expliquer comment les individus pouvaient se protéger contre des stimuli visuels perturbants. La perspective psychodynamique a été délaissée car il lui manquait un modèle adéquat pour expliquer la manière dont l'inconscient pouvait influencer la perception.
Bien que des recherches ultérieures aient pu reproduire les résultats trouvés par Bruner et Goodman, l’approche New Look a été en grande partie abandonnée dans les années 1970 car les expériences étaient truffées d’erreurs méthodologiques qui ne tenaient pas compte de facteurs de confusion tels que le biais du reporter ou le contexte. Des recherches récentes ont permis de relancer les perspectives New Look, mais avec des améliorations méthodologiques réglant les problèmes qui ont entaché les études d'origine.

## Phénomène inverse
Le phénomène inverse se produit lorsque la menace augmente. L’illusion d'Ebbinghaus a été utilisée pour mesurer la vision désidérative inverse. Dans cette illusion, un disque cible central, de taille invariable, parait plus ou moins grand selon qu'on l'entoure respectivement de disques de petite ou de grande taille. Dans une variante de cette expérience, les disques sont ornés de dessins susceptibles de déclencher une émotion positive, négative ou neutre. On constate alors que les participants estiment plus grands les disques ayant un dessin négatif par rapport aux disques montrant un dessin positif ou neutre, et que l'illusion d’Ebbinghaus est atténuée si le disque cible présente un dessin négatif, alors que les disques l'entourant ont un dessin positif. 
Les sentiments de peur conduisent également à percevoir comme plus proche l'objet redouté, alors que des études antérieures suggéraient au contraire que c'était les objets désirés qui étaient perçus comme plus proches. De plus, certaines personnes sont moins enclines à la pensée ou vision désidérative du fait de leur état émotionnel ou de leur personnalité.

## Mécanismes sous-jacents

### Cognition
Les mécanismes cognitifs concrets qui sous-tendent les pensées ou visions désidératives sont encore mal connus. Ces concepts sont en cours de développement et les recherches sur les mécanismes sous-jacents sont toujours en cours. Néanmoins, certains mécanismes ont été proposés. On pourrait attribuer les pensées désidératives à trois phénomènes : le biais d'attention, le biais d’interprétation (en) ou le biais de réponse. Ainsi, une pensée désidérative peut intervenir à trois étapes différentes du traitement cognitif,. À la première étape, celle de la perception, les personnes perçoivent sélectivement les signaux. Elles peuvent prêter attention à des indices qui vont dans le sens de leurs désirs et en négliger d'autres qui les contrarieraient,. À la deuxième étape du traitement cognitif, l’interprétation des signaux peut s'avérer être sélective. Dans ce cas, ce n’est pas l'attention portée au signal qui est modifiée mais l'importance attribuée au signal. Enfin, une pensée désidérative peut survenir à un stade plus avancé du traitement cognitif, lors de la formulation d'une réponse au signal. Celle-ci peut être biaisée en fonction des envies du sujet.
La vision désidérative peut être attribuée aux mêmes mécanismes que la pensée désidérative, car elle implique le traitement de signaux de situation, dont des signaux visuels. Cependant, concernant le traitement préconscient des indices visuels et leurs associations avec les résultats désirés, les biais d’interprétation et de réponse ne sont plus plausibles car ils se produisent à des stades de traitement cognitif conscient. Par conséquent, un quatrième mécanisme appelé « ensemble perceptuel » est proposé pour expliquer le phénomène. Ce mécanisme propose que les prédispositions mentales ou les associations activées avant qu'un objet apparaisse, influencent subtilement le système visuel lors de la perception. En conséquence, les signaux sont plus ou moins facilement reconnus selon l'état mental du sujet ou les associations préalables. Ainsi, certains supposent que la pénétrabilité cognitive permet des visions désidératives en ce sens que les fonctions cognitives supérieures seraient capables d’influencer directement l’expérience perceptuelle et non seulement l'interprétation qui en est faite. Ceux qui s'opposent à la pénétrabilité cognitive estiment que les systèmes sensoriels fonctionnent de manière modulaire, les états cognitifs n'exerçant leur influence que lorsque les stimuli ont été perçus. Pour d'autres, le phénomène de vision désidérative implique nécessairement une pénétrabilité cognitive dans l'expérience perceptuelle.

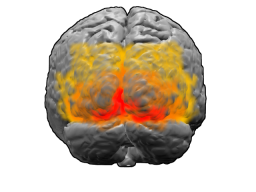
On pense que le cortex extrastrié (zone colorisée) est impliqué dans l’amorçage perceptuel

On a observé des cas de vision désidérative dès les premières étapes de la catégorisation. Les recherches utilisant des figures ambigües et une rivalité binoculaire montrent ce phénomène. 
La perception est influencée à la fois par les traitements descendant et ascendant. Dans le traitement visuel, le traitement ascendant est un processus rigide alors que le traitement descendant est plus souple. 
Dans le traitement ascendant, les stimuli sont reconnus par les points de fixation, la proximité et les zones focales pour construire les objets, tandis que le traitement descendant est plus sensible au contexte. Cet effet peut être observé en recourant au phénomène d'amorçage ou en jouant avec les états émotionnels. Les modèles hiérarchiques traditionnels de traitement de l'information décrivent le traitement visuel précoce comme une voie à sens unique : le traitement visuel précoce alimente les systèmes conceptuels (en), mais les systèmes conceptuels n'affectent pas les processus visuels. Les recherches actuelles rejettent ce modèle et suggèrent que les informations conceptuelles peuvent pénétrer les premiers traitements visuels plutôt que de simplement biaiser les systèmes de perception. Ce phénomène s'appelle la « pénétrabilité cognitive » (ou « pénétrabilité conceptuelle »). La recherche sur la pénétrabilité cognitive utilise des stimuli appartenant à deux catégories conceptuelles et mesure le temps de réaction pour déterminer si l'effet de catégorie a influencé ou non le traitement visuel. L'effet de catégorie est la différence de temps de réaction entre les paires, par exemple le temps nécessaire pour distinguer Bb de Bp. Pour tester la pénétrabilité cognitive, il y avait des jugements simultanés et séquentiels de paires. Les temps de réaction diminuaient à mesure que l'asynchronie du début du stimulus (en) augmentait, suggérant que les catégories affectent les représentations visuelles et la pénétrabilité cognitive. Les recherches avec des stimuli plus riches tels que des figures de chats et de chiens permettent une plus grande variabilité perceptuelle et une analyse de la typicité des stimuli (les chats et les chiens ont été disposés dans différentes positions, certaines plus ou moins typiques pour la reconnaissance). La différenciation des images prenait plus de temps quand elles appartenaient à la même catégorie (chien A - chien B) qu'à des catégories différentes (chien - chat), suggérant que la connaissance des catégories influence la catégorisation. Par conséquent, le traitement visuel mesuré par des jugements différentiels physiques est affecté par un traitement non visuel, ce qui plaide en faveur de la pénétrabilité cognitive.

### Circuits neuronaux
Les zones du cerveau qui motivent les pensées ou visions désidératives sont associées aux mêmes régions qui sous-tendent l'identification et la récompense sociale. Une étude a examiné ces structures en utilisant l'IRM tandis que les participants évaluaient les possibilités de victoire de différentes équipes de football. Avant cette estimation, les participants avaient déclaré leurs équipes préférées, neutres ou peu appréciées de la National Football League. On a associé les pensées désidératives à la théorie de l'identité sociale selon laquelle les individus semblent préférer les membres du groupe aux personnes extérieures. Dans l'expérience, les personnes ont favorisé les équipes de football auxquelles elles se sont le plus identifiées.
Au cours de pensées désidératives, on a observé l'activité comparée de trois zones du cerveau : le cortex préfrontal médian dorsal, le lobe pariétal et le lobule fusiforme du lobe occipital. L'activité comparée dans les zones occipitale et pariétale suggère un mode d'attention sélective aux signaux présentés, suggérant donc un traitement cognitif moins soutenu ou un biais d’attention. Par contre, l'activité comparée dans le cortex préfrontal suggère un traitement cognitif plus soutenu. L'activité du cortex préfrontal est liée aux préférences impliquées dans l'identification sociale. En conséquence, lorsque des données sont parlantes pour une personne, telles qu'une équipe de football favorite, le cortex préfrontal est activé. Cette identification de soi porte une valeur hédonique qui, à son tour, stimule le circuit de la récompense. L'activation différentielle des zones du système de récompense n'a été observée qu'en conjonction avec l'activation du lobe occipital. Ainsi, l'activation du système de récompense avec une identification de soi pourrait conduire à une orientation de l'attention visuelle,.
Les voies magnocellulaires (M) et parvocellulaires (P), qui pénètrent dans le cortex orbitofrontal, jouent un rôle important dans les processus descendants sensibles à la pénétrabilité cognitive. Les stimuli biaisés par le traitement magnocellulaire stimulent différentiellement le cortex orbitofrontal ; les projections magnocellulaires rapides associent une reconnaissance d'objet visuelle et inférotemporale précoce et fonctionnent avec le cortex orbitofrontal en aidant à générer des prédictions anticipées d'objet, basées sur des ensembles perceptuels. Les stimuli avaient un biais M avec des dessins au trait achromatiques de faible luminance ou un biais P avec des dessins au trait chromatiques isoluminés. On demandait aux participants si le dessin était plus grand ou plus petit qu'une boite à chaussures. L'imagerie par résonance magnétique fonctionnelle a été utilisée pour surveiller l'activité cérébrale dans le cortex orbitofrontal et les régions ventrotemporales afin de déterminer quelle voie permettait la reconnaissance d'objet plus rapide. Les résultats ont montré que les neurones magnocellulaires jouent un rôle essentiel dans la reconnaissance d'objet à faible résolution, car ils aident à déclencher rapidement des processus descendants fournissant des suppositions initiales facilitant une reconnaissance rapide des objets.

## Rôle de l'attention

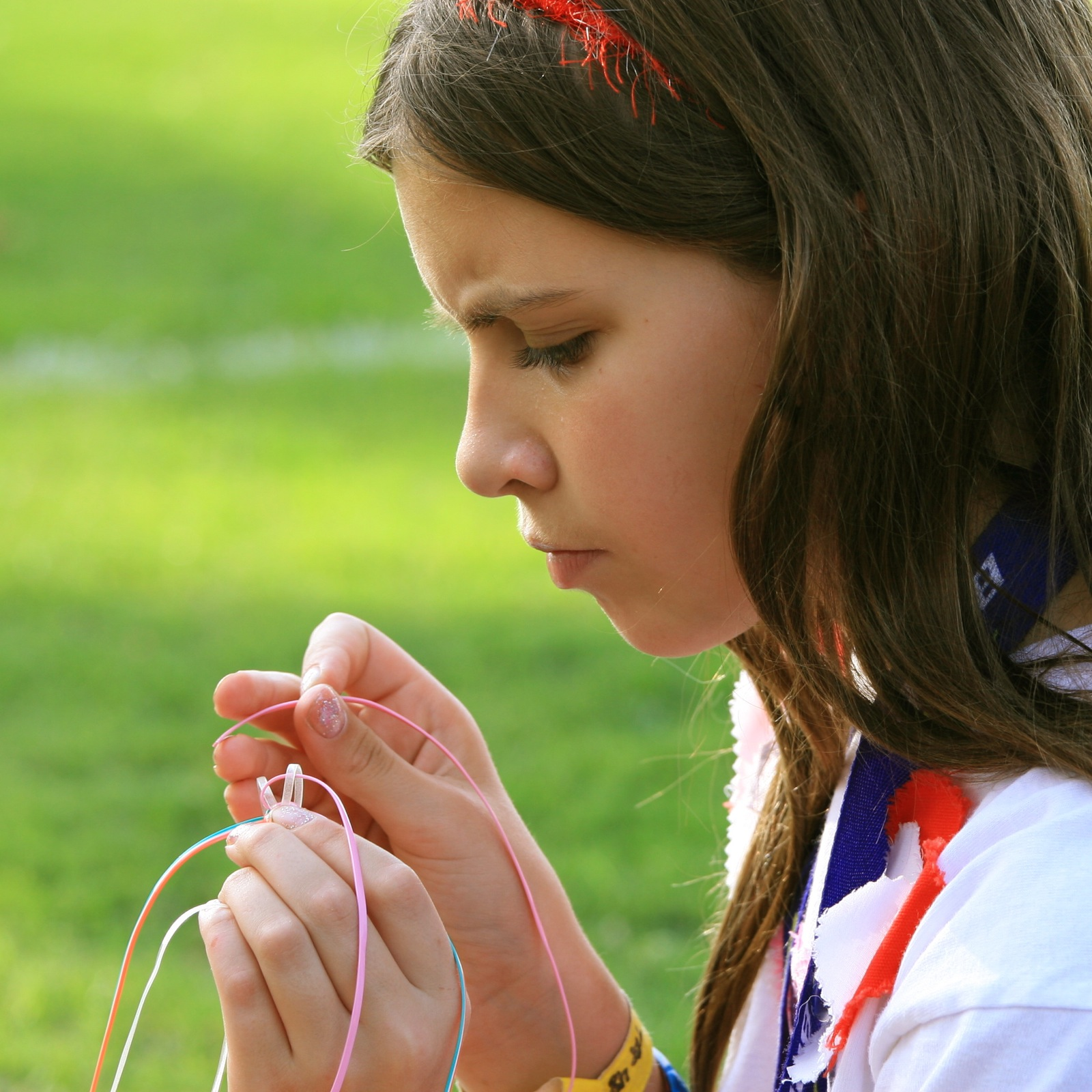
Attention focalisée

Les humains ont un champ visuel physiologiquement limité qui doit être sélectivement dirigé vers certains stimuli. L'attention est le processus cognitif qui permet d'accomplir cette tâche et pourrait expliquer le phénomène de la vision désidérative. Les attentes, les désirs et les peurs font partie des divers facteurs de nature à stimuler l’attention. Par conséquent, ces attitudes cognitives ont la possibilité d'influencer l'expérience perceptuelle. À son tour, l'attention peut susciter le mouvement, établissant un mécanisme par lequel les stimuli visuels peuvent influencer le comportement.
Les déficits d'attention peuvent également conduire à une modification des expériences perceptuelles. La cécité involontaire, où les événements non attendus passent inaperçus, est l’un de ces déficits. En utilisant un paradigme de cécité d'inattention, les chercheurs, White et Davies, ont demandé aux participants de fixer une croix au centre de l'écran. Dans un premier temps, un chiffre indiquant le nombre de lettres qui devraient apparaitre sur les bras de la croix est affiché au centre de la croix. Après l'indice, ces lettres sont affichées. Pendant quatre épreuves, le nombre de lettres correspond au nombre indiqué. Lors du cinquième essai, la moitié des participants a reçu le bon indice et l'autre moitié a reçu un indice donnant un nombre de lettres inférieur à ce qui allait être affiché. Les lettres sont alors apparues sur l'écran accompagnées d'un stimulus inattendu. On a demandé aux participants quelles lettres étaient écrites et s’ils avaient vu un objet supplémentaire. Les participants préparés à attendre moins de lettres ont été les plus touchés par le manque d'attention, étant plus nombreux à ne pas détecter le stimulus inattendu que les participants qui attendaient le nombre correct de lettres. Ces résultats indiquent que la capacité d'attention est affectée par les attentes. Cette expérience fournit une preuve supplémentaire que les processus cognitifs interviennent dans la construction de l'expérience perceptuelle.
Bien que l'attention peut conduire à un traitement perceptuel performant, le manque d'attention portée aux stimuli peut également conduire à une perception améliorée des stimuli. Les participants étaient informés de la diagonale sur laquelle ils devaient porter leur attention. On leur a ensuite présenté des stimuli (des grilles de textures différentes), puis un rappel de l'indice indiquant la diagonale pour laquelle ils devaient se prononcer. 70 % du temps, le second indice correspondait à l’indice initial, et 30 % du temps, il en différait. On demande aux participants de signaler la texture des réseaux apparaissant dans la diagonale signalée et de discriminer sa visibilité. Cette approche a permis de comparer la perception des stimuli attendus (présignalés) et de ceux qui étaient inattendus (non signalés). Une visibilité accrue a été relevée sur les stimuli inattendus. Par conséquent, l'inattention conduit à relever la sensibilité de la perception. Cette étude suggère que le biais d'attention, un mécanisme de la vision désidérative, ne concerne pas uniquement ce sur quoi les gens sont concentrés, mais aussi des stimuli imprévus.

### Interprétation de l'émotion
Les émotions sont souvent interprétées à l'aide d'indices visuels sur le visage, le langage corporel et le contexte. Cependant, il a été montré que le contexte et les antécédents culturels influençaient la perception visuelle et l'interprétation de l'émotion,. Les différences interculturelles dans la cécité au changement ont été associées à un ensemble de perceptions ou à une tendance à assister aux scènes visuelles d'une manière particulière. Par exemple, les cultures orientales attachent de l'importance à l'arrière-plan d'un objet, tandis que les cultures occidentales se focalisent sur les objets centraux d'une scène. Les ensembles perceptuels sont également le résultat de préférences esthétiques, donc culturelles. Par conséquent, le contexte culturel influe sur la façon dont les personnes extraient des informations d'un visage, comme elles le feraient dans un contexte situationnel. Par exemple, les Occidentaux fixeraient généralement les yeux, le nez et de la bouche, tandis que les Asiatiques se concentreraient principalement sur les yeux. Des individus de différents milieux culturels se sont vu présenter une série de visages et ont été invités à les regrouper en fonction de l'émotion qu'ils expriment. La fixation sur différents traits du visage conduit à des lectures disparates des émotions. L'attention portée aux yeux par les Asiatiques leur permet de voir dans les visages effarouchés plus une surprise qu'une peur. En conséquence, les associations ou les coutumes antérieures d'un individu peuvent conduire à une catégorisation ou à une reconnaissance différente de l'émotion. Cette différence particulière dans la perception visuelle des émotions semble suggérer un mécanisme de biais d’attention pour une vision désidérative, dans la mesure où certains signaux visuels sont pris en compte (par exemple le nez, les yeux) et les autres ignorés (par exemple la bouche).

### Optimisme
La vision désidérative est également liée au biais d'optimisme par lequel les individus ont tendance à attendre des résultats positifs même si ces attentes ne sont guère fondées. Afin de déterminer les corrélations neuronales sous-jacentes au biais d'optimisme, une étude d'imagerie par résonance magnétique fonctionnelle (IRMf) a imagé les cerveaux d'individus se rappelant des moments autobiographiques liés à des évènements de la vie, puis a évalué leur mémoire à plusieurs échelles. Ces évaluations ont révélé que les participants considéraient les évènements positifs futurs plus positifs que les évènements positifs  passés et les évènements négatifs plus distants dans le temps. Les régions cérébrales actives, comparées à un point de fixation, étaient le cortex cingulaire antérieur rostral (rACC) et l'amygdale droite. Ces deux domaines sont devenus moins actifs lorsqu'ils ont imaginé des évènements futurs négatifs. Le rACC est impliqué dans l'évaluation du contenu émotionnel et entretient des liens étroits avec l'amygdale. Il est suggéré que le rACC régule l'activation des régions du cerveau associées à l'émotion et à la mémoire autobiographique, permettant ainsi la projection de la positivité sur des images d'évènements futurs.
Il est important de prendre en compte les aspects physiques tels que le mouvement des yeux et l'activité cérébrale, ainsi que leur relation avec le pensée désidérative, la vision désidérative et l'optimisme. Isaacowitz a étudié en 2006 le rôle du regard dans la motivation, qui selon lui est étroitement lié à l'intérêt et à la personnalité de l'individu. Dans son étude, les participants incarnant divers niveaux d'optimisme ont été invités à examiner des images de cancer de la peau, des dessins au trait similaires aux images de cancer et des visages neutres. En utilisant un système de suivi des yeux qui caractérisait le mouvement du regard des participants, Isaacowitz a constaté que les jeunes adultes plus optimistes regardaient moins les images du cancer de la peau que les participants moins optimistes. Ces données ont été répliquées dans une étude de suivi pour laquelle les participants avaient été soumis à un dépistage de leur risque génétique de contracter un cancer de la peau ; même si certains participants étaient plus exposés que d'autres, un degré d'optimisme supérieur restait corrélé à une moindre attention portée aux images du cancer de la peau (malgré le fait que certains participants pouvaient être plus concernés par ces images).

## Méthodologie
La pensée désidérative est souvent étudiée dans le contexte de la psychologie au moyen de présentation de figures ambiguës, l’hypothèse étant que, lorsqu’on lui présente des stimuli ambigus, le participant interprète les stimuli d’une certaine manière en fonction des conditions de l'étude ou de l’expérience du participant.
Balcetis et Dunning ont enquêté en 2013 sur la vision désidérative en réalisant deux expériences, l'une impliquant deux stimuli ambigus pouvant être perçus comme "B" ou "13", et l'autre étant un cheval ou un phoque. La deuxième expérience était un test de rivalité binoculaire dans lequel on présentait simultanément aux participants la lettre "H" ou le chiffre "4" (un stimulus dans chaque œil). Dans chaque expérience, les expérimentateurs ont associé l'un des stimuli à des résultats souhaitables et l'autre à des résultats négatifs (le "B" était associé à du jus d'orange fraîchement pressé, tandis que le "13" était associé à un produit diététique peu appétissant, et dans l'expérience de rivalité binoculaire, les lettres étaient associées à un gain économique, tandis que les nombres étaient associées à une perte économique). Les résultats de l'expérience ont montré que les participants étaient plus susceptibles de percevoir le stimulus associé à une situation ou à un résultat positif que le stimulus associé à une situation négative. Cette forte corrélation entre la perception et les stimuli positifs par rapport aux stimuli négatifs montre que nous avons tendance à voir le monde en fonction de nos propres désirs. Le concept de vision désidérative suggère un processus de perception basé sur la motivation.
Balcetis et Dale ont en outre mis en évidence en 2007 que nous examinions le monde de façon biaisée dans une étude en quatre volets, dont une partie traitait de l'interprétation d'un objet ambigu (par exemple, un cube de Necker), pour lequel son identification, fondée sur le langage et suggérée aux participants par les informations d’amorçage, est mise en défaut. De nombreuses études avancent que ce que les humains perçoivent ou voient est fondé sur leurs motivations et leurs objectifs internes, mais il est important de noter que certaines situations d'amorçage dans certaines études, voire les vues internes du participant, peuvent affecter l'interprétation du stimulus. Ces considérations étant prises en compte, Balcetis et Dale ont, toujours en 2007, divisé 124 étudiants de premier cycle de l’Université Cornell en trois groupes, chacun devant imaginer l’une des trois situations détaillées suivantes : une situation en hauteur (les participants ont été invités à imaginer de regarder un grand bâtiment ), une situation orientée vers le bas (regarder dans un profond canyon) et une situation neutre (se tenir debout dans un champ plat). On a ensuite montré aux participants un cube de Necker ambigu sur un écran d’ordinateur et on leur a demandé de cliquer sur l’une des deux lignes bleues qui leur semblait la plus proche. La ligne choisie par les participants dépendait du fait de savoir s'ils avaient déterminé que le cube était orienté vers le haut ou vers le bas. Les résultats de l'étude ont montré que la majorité des participants dans la situation haute voyaient le cube comme étant tourné vers le haut, la majorité des patients conditionnés dans le sens descendant le voyaient comme orienté vers le bas et que les participants dans l'état neutre étaient également divisés. Ces résultats montrent que le langage de stimulation d’amorçage a influencé l’identification de l’objet. Une identification d'objet affectée par la motivation a été observée dans chaque condition. 
Des résultats similaires ont été observés dans une étude menée par Changizi et Hall en 2001, qui traitait de la pensée désidérative en comparant le degré de soif des participants avec leur tendance à identifier comme transparent un stimulus ambigu (l'étude établit que la transparence est une qualité naturellement associée à l'eau, bien que de façon non évidente). Les résultats de l'étude ont montré une nette tendance pour les participants assoiffés (qui ont été incités à manger un sac de chips immédiatement avant l'étude) d'interpréter les stimuli ambigus comme transparents. De plus, les participants qui n'avaient pas soif (et qui ont été invités à boire de l'eau avant l'étude jusqu'à ce qu'ils déclarent ne pas avoir soif) avaient moins tendance à interpréter les stimuli ambigus comme transparents. L'étude conclut qu'une altération d'un état biologique qui inspire une pensée désidérative (dans le cas présent le niveau de soif des participants), peut directement affecter la perception des stimuli visuels. 
Bastardi, Uhlmann et Ross ont en 2011 montré les effets d'une pensée désidérative lorsqu'ils présentaient à des parents deux études fictives opposant la garde d'enfants en crèche à la garde à domicile. Les parents qui étaient dans une position conflictuelle (devant prévoir d'utiliser les services de garderie en crèche alors qu'ils estimaient la garde à domicile meilleure) ont mieux noté « l'étude » qui affirmait que les services de garderie étaient supérieurs et ont moins bien noté l'étude qui valorisait la garde à domicile. Les parents en position non conflictuelle (ceux qui pensaient que la garde à domicile était mieux que la garderie en crèche et qui prévoyaient de n'utiliser que la garde à domicile) ont mieux noté l'étude selon laquelle la garde à domicile était meilleure. Les parents ont donc mieux noté les études qui les confortaient dans ce qu'ils avaient prévu pour leurs enfants, même si (dans le cas des parents en position conflictuelle) l'étude aurait pu s'opposer à leurs convictions originales. Dans une évaluation post-expérimentale, les parents en position conflictuelle ont changé leurs convictions initiales et ont affirmé croire que la garde à domicile n'étaient pas meilleure que la garderie en crèche, et les parents en position non conflictuelle ont continué à dire que la garde à domicile était meilleure, bien qu'avec un degré moindre.
Balcetis et Dunning ont utilisé l'ambiguïté naturelle constatée lors de l'évaluation des distances pour mesurer en 2012 les effets de la pensée désidérative. Au cours de l'étude, les participants devaient évaluer la distance relative à divers stimuli, tandis que les expérimentateurs modifiaient la désirabilité des stimuli. Dans une étude, la soif des participants a été intensifiée en consommant une grande partie de leur apport quotidien en sodium ou réduite en buvant à satiété. On leur a ensuite demandé d'estimer la distance qui les sépare d'une bouteille d'eau. Les participants les plus assoiffés ont jugé la bouteille d'eau plus désirable  et l'ont considérée comme plus proche que les participants les moins assoiffés. Dans une autre étude réalisée par Balcetis et Dunning, les participants devaient estimer la distance à des résultats de tests ayant des évaluations positives ou négatives, et à des cartes-cadeaux de 100 dollars qu’ils avaient la possibilité de gagner ou non. Les participants ont considéré que les formulaires des tests étaient plus proches lorsque leur évaluation était positive, et que les cartes-cadeaux de 100 dollars étaient plus proches lorsqu'ils avaient la possibilité de les gagner. Balcetis et Dunning ont pris en compte l'influence possible de l'humeur positive des participants en mesurant leur créativité à travers une tâche de création de mots, et leur éveil par des indicateurs physiologiques. Les expérimentateurs ont également éliminé le parti pris des rapporteurs dans l'une de leurs études en demandant aux participants de jeter un sac de fèves contre une carte-cadeau collée au sol. Le fait de lancer le sac trop près indiquait que le participant percevait la carte-cadeau comme étant plus proche, tandis que le lancer trop loin indiquait que le participant percevait la carte-cadeau comme étant plus éloignée. Leurs résultats suggèrent qu'il existe un biais de positivité dans la perception de la distance. 
La relation entre la perception à distance et la positivité peut être compliquée par le contexte qui est également susceptible d'influer sur la distorsion de la perception. En fait, dans des situations menaçantes, le biais de positivité peut être mis de côté pour permettre une réponse appropriée. À leur tour, les exagérations de perception provoquées par des stimuli menaçants peuvent être annulées par des ressources psychosociales. Les ressources psychosociales sont définies par un modèle de ressources et de perception, le RPM, comme étant le soutien social, l'estime de soi, l'efficacité personnelle, l'espoir, l'optimisme, l'auto-contrôle. Les participants ont rapporté des mesures de distance pendant que les expérimentateurs modifiaient leur estime de soi par le biais d'exercices d'imagerie mentale, ainsi que leur exposition à des stimuli menaçants (une tarentule) ou non (un jouet pour chat). Un effet d'estime de soi n'a été observé que lors de l'exposition à des stimuli menaçants, lorsque l'augmentation de l'estime de soi était corrélée à une estimation plus réaliste de la distance qui séparait les participants de l'objet ciblé.

### Représentations de l'environnement
Les représentations environnementales constituent un autre domaine commun dans lequel on peut observer des pensées désidératives. De nombreuses études ont confirmé que le désir ou la motivation pouvait influencer les estimations de taille,  distance, vitesse, longueur ou pente de l’environnement ou d'un objet. Par exemple, les gens perçoivent les objets désirés comme plus près. La vision désidérative peut également affecter la perception par un athlète d'un ballon ou autre équipement. Par exemple, les joueurs de softball qui voient la balle comme plus grosse frappent mieux et les joueurs de tennis qui renvoient le mieux la balle voient le filet plus bas et la balle plus lente. La perception de la distance ou de la pente dépend des niveaux d’énergie : les sujets portant une charge plus lourde voient les montées plus raides et les distances plus longues ; les cibles placées en amont semblent plus éloignées que si elles étaient placées sur un sol plat ; les personnes en forme perçoivent les collines moins hautes alors que les coureurs fatigués les voient plus raides,. Cette perception est modulée dans un souci d'efficacité de la dépense énergétique. En d’autres termes, un accroissement perçu de l’effort (une pente plus raide) une fois épuisés physiquement, pourrait inciter les individus à se reposer plutôt qu’à dépenser plus d’énergie.
La perception à distance est également affectée par la dissonance cognitive. La dissonance cognitive a été utilisée au moyen de groupes ayant une liberté de choix mais à qui on a fait croire qu'ils avaient choisi une tenue de Carmen Miranda pour défiler dans le campus par opposition à un groupe de choix restreint à qui on a imposé cette tenue. Afin de réduire la dissonance cognitive dans les groupes à large choix, les participants ont changé d'attitude pour s'adapter à la situation. Ainsi, ils percevaient leur environnement comme moins pénible (telle que la distance comme plus courte) que les groupes à choix restreint. Des résultats similaires ont ensuite été obtenus avec un test de perception de la pente, dans lequel les participants étaient répartis entre des groupes à large choix et d'autres à choix restreint pour monter une pente sur un skateboard à la seule force de leurs bras. Encore une fois, le groupe qui pensait avoir eu le choix percevait la pente plus faible que le groupe à choix imposé (de façon à réduire la dissonance cognitive). Ces deux études suggèrent que les motivations intrinsèques jouent un rôle dans la perception des environnements afin d'encourager l'individu à adopter des comportements appropriés en vue d'acquérir l'objet désiré ou de pouvoir mener à bien la tâche souhaitée.

## Procrastination et motivation
Sigall, Kruglanski et Fyock ont constaté en 2000 que les personnes évaluées comme des penseurs désidératifs étaient plus susceptibles de tergiverser lorsqu'elles étaient motivées à le faire (en leur disant que la tâche à accomplir était désagréable). Quand on leur a dit que la tâche allait être agréable, il y avait peu de différence en termes de procrastination. Ceci montre que, lorsqu'ils sont motivés, des penseurs désidératifs peuvent se considérer plus capables d'accomplir la tâche rapidement, manifestant ainsi une pensée désidérative en se considérant plus capables qu'ils ne le sont réellement. Par conséquent, ils sont amenés à repousser la tâche la moins plaisante.

### Traduction
- (en) Cet article est partiellement ou en totalité issu de l’article de Wikipédia en anglais intitulé « Wishful thinking » (voir la liste des auteurs).